# Abraham Geiger Kolleg
Das 1999 gegründete Abraham Geiger Kolleg (AGK) in Potsdam ist ein Rabbinerseminar, ein An-Institut der Universität Potsdam in der Bundesrepublik Deutschland und die erste entsprechende Neugründung in Kontinentaleuropa nach der Schoa. Es ist nach Abraham Geiger, einem wichtigen Vertreter des liberalen Judentums in Deutschland, benannt und wurde von Jan Mühlstein (damals Vorsitzender der Union Progressiver Juden in Deutschland) und Rabbiner Walter Jacob als Gründungspräsident ins Leben gerufen. Seit 2008 bildet es auch Kantoren aus.

## Geschichte
Das Abraham Geiger Kolleg wurde von Jan Mühlstein und Walter Jacob 1999 in Potsdam gegründet. Jan Mühlstein war Alleinvorstand des Abraham Geiger Kollegs, als Gründungspräsident wurde Rabbiner Walter Jacob berufen, Dekan war Rabbiner Tovia Ben-Chorin, damals Vorsitzender des Council of European Rabbies. Ab Oktober 2001 wurde der Lehrbetrieb aufgenommen. Gründungsrektor war Rabbiner Allen Howard Podet. Ihm folgte von 2002 bis 2023 Rabbiner Walter Homolka.
Es ist nach Abraham Geiger, einem wichtigen Vertreter des liberalen Judentums in Deutschland, benannt.
Seit 2001 ist das AGK Mitglied der World Union for Progressive Judaism. Seine Absolventen sind seit 2005 durch die Central Conference of American Rabbis (CCAR) akkreditiert. 
Die Ordination des ersten Jahrgangs erfolgte am 14. September 2006: Daniel Alter, Tomáš Kučera und Malcolm Mattitiani wurden zu Rabbinern bestellt. Alter betreute von September 2006 bis Juli 2008 die Jüdische Gemeinde zu Oldenburg, Kučera betreut die Liberale Jüdische Gemeinde München Beth Shalom. Mattitiani kehrte nach Südafrika zurück und übernahm die geistliche Leitung der Temple of Israel Congregation in Kapstadt.
Dies war die erste Ordination seit 1942 in Deutschland, als die Hochschule für die Wissenschaft des Judentums in Berlin durch die Gestapo geschlossen wurde.
2007 wurde das Kolleg als „Ort im Land der Ideen“ ausgezeichnet, einer Standortinitiative unter Schirmherrschaft von Bundespräsident Horst Köhler. Die gleiche Auszeichnung erhielt 2009 die Kantorenausbildung.
2010 wurde Alina Treiger als erste Frau in Deutschland nach Regina Jonas durch das Kolleg zur Rabbinerin ordiniert.
Rektor des Kollegs war bis April 2023 Walter Homolka. Seitdem ist Rabbiner Andreas Nachama rabbinischer Leiter und Milena Rosenzweig-Winter Geschäftsführerin.

## Trägerschaft

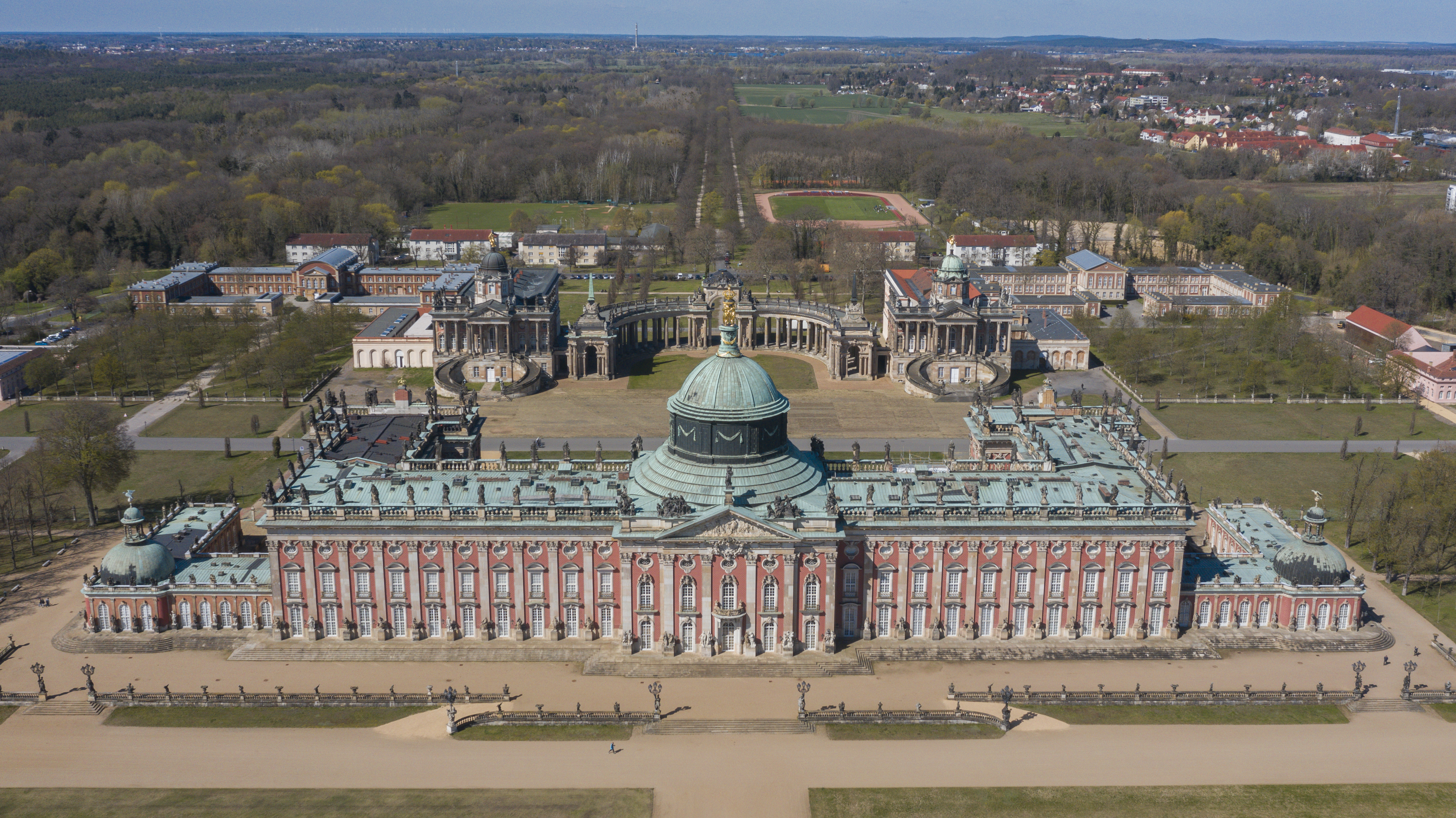
Der Standort Neues Palais im westlichen Teil des Parks Sanssouci

Das Abraham-Geiger-Kolleg (AGK) wurde 1999 als gemeinnütziger eingetragener Verein gegründet. 2002 wurde es durch Formwandlung eine gemeinnützige gGmbH. 90 % des Stammkapitals hielten die American Friends of the Union of Progressive Jews in Germany mit Walter Jacob als Präsident. Dieser wurde damit beherrschender Gesellschafter. 2006 übertrug Rabbiner Walter Jacob 10 % der Gesellschaftsanteile an seinen designierten Nachfolger Rabbiner Walter Homolka. Die Leo Baeck Foundation hielt seit Mai 2022 alle Anteile an der gGmbH.
Das AGK wird aus Mitteln der Bundesrepublik Deutschland, der Kultusministerkonferenz aller deutschen Bundesländer, des Zentralrats der Juden in Deutschland aus Bundesmitteln des Staatsvertrags, des Landes Brandenburg und der Leo Baeck Foundation gefördert. Deshalb wird der Haushalt nach der öffentlichen Haushaltsordnung aufgestellt. Der Personalplan und die Eingruppierung muss von den staatlichen Zuwendungsgebern genehmigt werden.
Die Trägerschaft für das Abraham Geiger Kolleg wurde im Januar 2023 von der Leo Baeck Foundation an die Jüdische Gemeinde zu Berlin übertragen.

## Ausbildung
Das AGK ist ein An-Institut der Universität Potsdam. Die fünfjährige Ausbildung erfolgt in Zusammenarbeit mit dem Kollegium Jüdische Studien. Sie schließt mit einem Magister in Jüdischen Studien ab.

### Emil Fackenheim Lecture
Das Kolleg lädt bedeutende Vertreter der judaistischen Wissenschaften, die durch ihr Wirken Tradition und Moderne verbinden, sowie weitere Persönlichkeiten ein.
- 2003: John Desmond Rayner
- 2004: Daniel Boyarin, University of California, Berkeley
- 2005: Jacob Allerhand, Universität Wien
- 2007: Michael Marmur, Hebrew Union College, Jerusalem
- 2008: Shimon Shetreet, Hebräische Universität Jerusalem
- 2009: Seth Kunin, University of Durham
- 2010: David Biale, University of California, Davis
- 2011: David Ruderman, University of Pennsylvania
- 2012: Hanna Liss, Hochschule für Jüdische Studien[4]
- 2013: René Bloch, Universität Bern
- 2014: Giuseppe Veltri, Universität Hamburg
- 2016: Volker Beck, Deutscher Bundestag[5]
- 2017: Tamara Cohn Eskenazi, Hebrew Union College Los Angeles[6]

## Abraham-Geiger-Preis
Das Kolleg verleiht seit 2000 meist alle zwei Jahre den Abraham-Geiger-Preis für „Verdienste um das Judentum in seiner Vielfalt“. Die einst im Jahr 2000 von Karl-Hermann Blickle gestiftete Preissumme beträgt 10.000 Euro. Bisherige Preisträger sind:
- 2000: Susannah Heschel
- 2002: Emil Fackenheim
- 2004: Alfred Grosser
- 2006: Karl Kardinal Lehmann
- 2008: Hassan ibn Talal
- 2009: Hans Küng
- 2011: Helen Zille[9]
- 2013: Annette Schavan
- 2015: Angela Merkel[10]
- 2017: Amos Oz[8]
- 2020: Christian Stückl[11]
- 2022: Jean-Claude Kardinal Hollerich[12]

## Kontroversen
Im Mai 2022 veröffentlichte die Die Welt Artikel über Vorfälle sexueller Belästigung am Kolleg. Die Presse warf dem Leiter Walter Homolka Vertuschung der Vorwürfe vor. Allerdings war der beschuldigte Mitarbeiter bereits am 3. Februar 2021 abgemahnt worden und das Ermittlungsverfahren wegen Geringfügigkeit am 16. April 2021 eingestellt worden.
Am 26. Oktober 2022 veröffentlichte die Universität Potsdam den Bericht ihrer Untersuchungskommission, der keinerlei personal- oder strafrechtliche Vergehen Homolkas feststellte. Daraufhin nahm dieser zum Oktober 2021 seine Tätigkeit als Universitätsprofessor wieder auf. Am 7. Dezember 2022 veröffentlichte der Zentralrat der Juden eine Executive Summary mit diversen strafrechtlich relevanten Verdachtsäußerungen. Diese wurden durch das Landgericht Berlin am 9. März 2023 verboten, am 9. Mai 2023 gab der Zentralrat eine Abschlusserklärung ab, diese Vorwürfe nicht mehr zu wiederholen. In seinem Endbericht über etwaiges Fehlverhalten Homolkas vom 13. September 2023 wurden lediglich diffuse Verdachtsäußerungen über legale Handlungen veröffentlicht, die der Zentralrat für kritikwürdig hielt. Erneut gab es keine Hinweise für disziplinar- oder strafrechtlich zu würdigende Sachverhalte.